# 副検事
副検事（ふくけんじ）は、日本における検察官の官名の1つ。
区検察庁の検察官の職に補される。

## 職務
「副検事」は、検察官として、区検察庁に配置され、捜査・公判及び刑の執行の指揮監督などを行う。 また身分としては区検察庁に配置されたまま、検察庁法第12条を根拠として、地方検察庁検察官事務取扱を命じられ、実質的に検事に準じた職務も行うことも少なくない。これについては、慢性的な検事不足で、本来検事が担当すべき事件を副検事に肩代わりさせているという批判も根強い。
徽章（秋霜烈日章）の形状は検事と同じだが、検事の徽章は菊の葉の部分が金であるのに対して副検事の徽章は菊の葉の部分が銀色になっている。

## 選考資格
検察庁法第18条第2項の規定により、以下に該当する者に「副検事」の選考資格が与えられるとされる。
1. 裁判所法第66条第1項の試験（司法試験）に合格した者
2. 3年以上政令で定める2級官吏その他の公務員の職に在った者

検察庁法施行令第2条に以下の通りに定義されている
- 給与法で定める行政職俸給表（一）の職務の3級以上、公安職俸給表（一）の4級以上又は公安職俸給表（二）の3級以上の法務事務官又は法務教官
- 給与法で定める3級以上の入国審査官
- 給与法で定める4級以上の入国警備官
- 裁判所調査官
- 給与法で定める4級以上の裁判所事務官、裁判所書記官、裁判所書記官補、家庭裁判所調査官、家庭裁判所調査官補、司法研修所教官又は裁判所職員総合研修所教官
- 学校教育法において定める大学院を設置していない大学の法学教授たる文部科学教官
- 警部以上の警察官
- 給与法で定める4級ないし3級以上の司法警察員として職務を行う国家公務員
- 三尉以上の自衛隊警務官
- 沖縄法令の規定による1級検察補佐職、1級法務職、1級法制職、1級裁判所書記職、3級以上の警察職
- 独占禁止法に基づく審査を担当する給与法で定める3級以上の内閣府事務官
- 国税通則法に基づく犯則事件の調査に関する事務を処理する給与法で定める3級以上の財務事務官（査察事務）
- 金融商品取引法に基づく調査を担当する給与法で定める3級以上の内閣府事務官又は財務事務官（証券取引特別調査官など）
- 関税法に基づく調査を担当する給与法で定める3級以上の財務事務官

以上の者が「副検事選考試験」を受験し、合格することで「副検事」に任命される。受験者は、ほとんどが検察事務官、次いで裁判所書記官などの刑事裁判を取り扱う官庁の出身者であり、他の受験者はわずかである。

## 副検事選考試験
「副検事選考試験」は、検察庁法第18条の規定で行われ、検察官・公証人特別任用等審査会によって施行される。
試験内容は以下の通り
- 第1次選考（筆記試験） - 憲法、民法、刑法、刑事訴訟法、検察庁法の5科目（試験時間各科目1時間、いずれも論文式）
- 第2次選考（口述試験） - 憲法、民法、刑法、刑事訴訟法、検察庁法（筆記試験の合格者に対し，試験委員2名が試験官となって個人別に実施される）

副検事の選考の合格者決定は、筆記試験・口述試験の採点結果並びに各高等検察庁検事長が行う人物、素行及び実務処理能力等の調査結果をまとめた「調査書」等を総合し、検察官・公証人特別任用等審査会の議決によって行われる。同選考における筆記及び口述試験の内容も相当高度であって、最終合格率も約13パーセント（平成15年度）となっている。

## 検察官特別考試
「副検事」の職務を3年以上経験した者は、検察官・公証人特別任用等審査会の実施する「検察官特別考試」の受験資格が与えられ、これに合格した者は検事2級（特任検事）となることができる（検察庁法第18条第3項）。
試験内容は以下の通り
- 第1次選考（筆記試験） - 憲法、民法、商法、民事訴訟法、刑法、刑事訴訟法、検察の実務の7科目（論文式）
- 第2次選考（口述試験） - 憲法、刑法、刑事訴訟法、検察の実務の4科目（筆記試験の合格者に対し、個人別に実施される）

また、特任検事の職にあった期間が通算して5年以上になれば、弁護士資格を有する（弁護士法第5条第1項第3号）。